# Vattemjaure
Vattemjaure är en sjö i Arvidsjaurs kommun i Lappland och ingår i Byskeälvens huvudavrinningsområde. Sjön har en area på 1,27 kvadratkilometer och ligger 425,8 meter över havet. Vattemjaure ligger i Byskeälven Natura 2000-område. Sjön avvattnas av vattendraget Svärdälven.

## Delavrinningsområde
Vattemjaure ingår i det delavrinningsområde (727496-164426) som SMHI kallar för Utloppet av Vattemjaure. Medelhöjden är 476 meter över havet och ytan är 12,17 kvadratkilometer. Räknas de 8 avrinningsområdena uppströms in blir den ackumulerade arean 118,24 kvadratkilometer. Svärdälven som avvattnar avrinningsområdet har biflödesordning 2, vilket innebär att vattnet flödar genom totalt 2 vattendrag innan det når havet efter 172 kilometer. Avrinningsområdet består mestadels av skog (77 procent). Avrinningsområdet har 1,28 kvadratkilometer vattenytor vilket ger det en sjöprocent på 10,5 procent.